# Élections législatives béliziennes de 2020
Les élections législatives béliziennes de 2020 ont lieu le 11 novembre 2020 afin de renouveler les 31 membres de la Chambre des représentants du Belize. 
Le scrutin est marqué par un important renouvellement de la classe politique avant même sa tenue, avec le retrait des dirigeants et de plusieurs des membres haut placés des deux principaux partis, le Parti démocratique uni et le Parti uni du peuple. Le bipartisme très marqué du pays hérité du Système de Westminster est par ailleurs secoué par l'irruption du Front populaire de Belize, jugé susceptible de mener à un Parlement minoritaire dans un contexte de scandales de corruption et d'une crise économique provoquée par la pandémie de Covid-19.
Les élections sont remportés par le Parti uni du peuple qui réunit une large majorité à l'assemblée avec 26 sièges sur 31. Son dirigeant, Johnny Briceño, remplace dès le lendemain Dean Barrow au poste de Premier ministre.

## Contexte

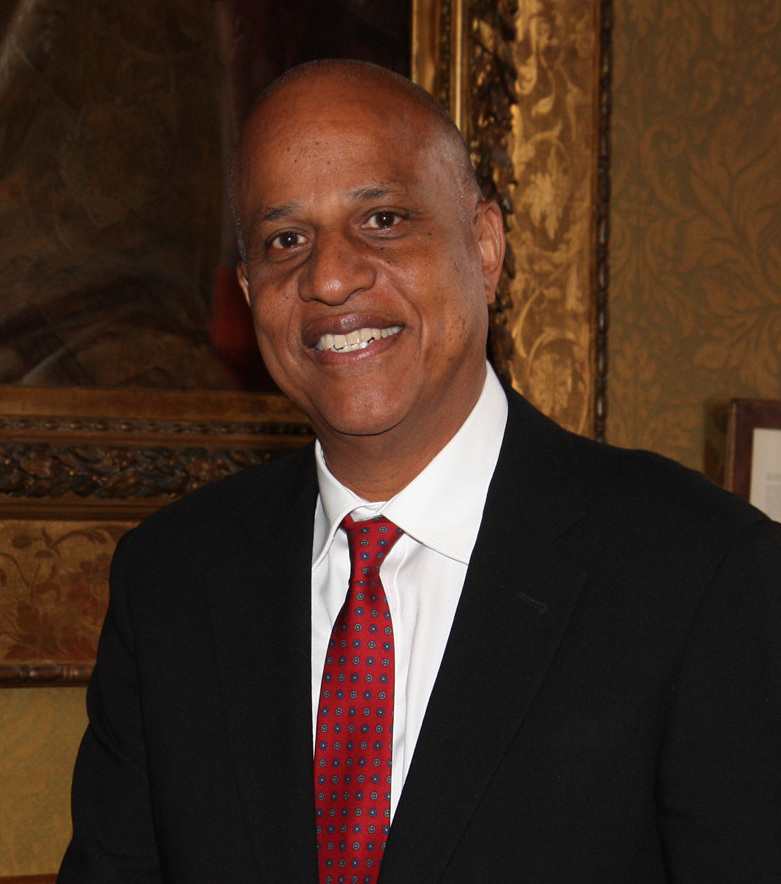
Dean Barrow.

Les élections législatives de novembre 2015 sont remportées par le Parti démocratique uni (UDP) mené par le Premier ministre sortant Dean Barrow, qui remporte 19 sièges sur 31 contre 12 au Parti uni du peuple. Le gouvernement parvient notamment en mai 2019 à convaincre la population d'approuver par référendum le recours à la Cour internationale de justice pour résoudre le différend frontalier opposant le pays au Guatemala.
Dean Barrow fait part à plusieurs reprises de son intention de prendre sa retraite avant 2020, avant d'en reporter la date à la demande de son cabinet, fixant son départ à la convention nationale du parti organisée en 2020 pour en choisir le dirigeant lors des élections, pour laquelle il ne se portera pas candidat. Des élections anticipées sont un temps envisagées pour début 2020, avant d'être finalement fixées au mois de novembre,,.
Les élections sont l'occasion d'un important renouvellement des têtes dirigeantes de la classe politique bélizienne. Outre le départ du Premier ministre Dean Barrow, qui cède sa place à la tête de l'UDP à Patrick Faber le 9 octobre 2020, le scrutin est ainsi précédé du retrait du dirigeant du principal parti d'opposition, le Parti uni du peuple (PUP). Francis Fonseca démissionne en effet peu après la défaite de son parti aux élections de 2015, laissant sa place à Johnny Briceño, tout en restant candidat pour un dernier mandat de député. Ancien dirigeant du PUP et seul député restant à l'avoir été avant l'indépendance du pays en 1981, Said Musa annonce à son tour mettre fin à sa carrière politique.
Du côté de l'UDP, le retrait de Dean Barrow est accompagné de celui de Michael Finnegan, tous deux respectivement réélus sans discontinuer depuis 1984 et 1993 ainsi que de l'ancien vice-Premier ministre Gaspar Vega et du ministre des affaires étrangères Wilfred Elrington,.

## Système électoral

Carte des circonscriptions du Belize.

La Chambre des représentants est la chambre basse de l'Assemblée nationale, le parlement bicaméral du Belize. Elle est composée de 31 sièges pourvus pour cinq ans au scrutin uninominal majoritaire à un tour dans autant de circonscriptions électorales.

## Campagne

### Forces en présence
| Parti | Parti                                                       | Idéologie                                                                     | Tête de liste  | Résultats en 2015 |
| ----- | ----------------------------------------------------------- | ----------------------------------------------------------------------------- | -------------- | ----------------- |
|       | Parti démocratique uni United Democratic Party (UDP)        | Centre droit Conservatisme                                                    | Patrick Faber  | 50,52 % 19 sièges |
|       | Parti uni du peuple People's United Party (PUP)             | Centre à centre gauche Social-démocratie, démocratie chrétienne, nationalisme | Johnny Briceño | 47,77 % 12 sièges |
|       | Parti progressiste du Belize Belize Progressive Party (BPP) | Gauche Social-démocratie, réformisme, républicanisme                          | Patrick Rogers | 1,65 % 0 sièges   |
|       | Front populaire de Belize Belize People's Front (BPF)       | Centre gauche Progressisme                                                    | Nancy Marin    | Nouveau           |

### Faits marquants
Le remplacement de Barrow au sein de l'UDP intervient de manière chaotique, le vainqueur des primaires de février, John Saldizar, étant contraint à la démission à la suite d'une affaire de corruption, menant à une seconde primaire en juillet dont émerge Johnny Briceño.
La campagne électorale est par ailleurs marquée par l'émergence du Front populaire de Belize (BPF) sur la scène politique bélizienne, fortement bipartisane. Jugé susceptible de remporter quelque sièges, le BPF pourrait, en empêchant les deux principales formations du pays à obtenir seule une majorité absolue, décrocher une position de faiseur de rois dans les discussions sur la formation d'un nouveau gouvernement. 
Les élections interviennent également dans le contexte d'une grave crise économique provoquée par la pandémie de Covid-19, qui bien que relativement bénigne dans le pays avec quatre mille cas et un total d'une soixantaine de décès à la veille des élections, a fait s'effondrer le secteur du tourisme dont dépendent 40 % des emplois du pays. Cette situation subite intervient alors même que le pays bénéficiait d'une situation économique stable avec une inflation et une dette sous contrôle, laissant augurer d'un scrutin bien plus risqué pour le parti au pouvoir qu'attendu auparavant, une situation aggravée par les scandales de corruption ayant marqué les primaires du parti.
Le rappeur Shyne, fils du Premier ministre sortant Dean Barrow, est élu député lors de ces élections.

## Résultats
|                           |                           |         |       |       |        |               |  |  |  |
| Parti                     | Parti                     | Voix    | %     | +/-   | Sièges | +/-           |  |  |  |
|                           | Parti uni du peuple       | 88 040  | 59,60 | 11,83 | 26     | 14            |  |  |  |
|                           | Parti démocratique uni    | 57 374  | 38,34 | 12,18 | 5      | 14            |  |  |  |
|                           | Front populaire           | 820     | 0,56  | Nv    | 0      | en stagnation |  |  |  |
|                           | Parti progressiste        | 548     | 0,37  | 1,28  | 0      | en stagnation |  |  |  |
|                           | Indépendants              | 924     | 0,63  | 0,58  | 0      | en stagnation |  |  |  |
|                           |                           |         |       |       |        |               |  |  |  |
| Suffrages exprimés        | Suffrages exprimés        | 147 706 | 98,70 |       |        |               |  |  |  |
| Votes blancs et invalides | Votes blancs et invalides | 1 944   | 1,30  |       |        |               |  |  |  |
| Total                     | Total                     | 149 650 | 100   | –     | 31     | en stagnation |  |  |  |
| Abstentions               | Abstentions               | 33 165  | 18,14 |       |        |               |  |  |  |
| Inscrits / participation  | Inscrits / participation  | 182 815 | 81,86 |       |        |               |  |  |  |

## Analyse et conséquences
La victoire du Parti uni du peuple est écrasante. Avec près de 60 % des suffrages, le parti remporte plus de deux tiers des sièges. Le Parti démocratique uni ne conserve qu'une poignée de sièges restants, le Parti progressiste et le Front populaire échouant à obtenir une représentation au parlement. La participation s'établit à plus de 80 % des inscrits, en forte hausse malgré la pandémie. 
Dean Barrow concède la défaite de son parti dès le soir du scrutin en appelant le dirigeant du Parti uni du peuple, Johnny Briceño, pour le féliciter de la victoire de sa formation. S'adressant à la population par un discours à la télévision, le Premier ministre sortant appelle à l'unité du pays face aux difficultés à venir, qualifiant le scrutin de victoire de la démocratie dans le jeune pays. Briceño prête serment le lendemain 12 novembre en présence du Gouverneur général Colville Young. Il devient ainsi le cinquième Premier ministre depuis l'indépendance du pays en 1981,.